# Bith (Mythologie)
Bith [bʼiθʼ] ist eine Sagengestalt aus der keltischen Mythologie Irlands.

## Mythologie
Bith wird im Lebor Gabála Érenn („Buch von der Landnahme Irlands“) als Sohn Noahs und Vater Cessairs genannt. Unter der Führung Cessairs kommen vierzig Tage vor der Sintflut 50 Mädchen und Frauen, aber mit Bith, Fintan mac Bóchra und dem Schiffssteuermann Ladra nur drei Männer nach Irland. Bith gehört somit zu den ersten Kolonisten der Insel. Siebzehn der fünfzig Frauen nimmt Bith als Gemahlinnen, Fintan und Ladra ebenfalls so viele. Als die Sintflut kommt, ertrinken alle, mit Ausnahme von Fintan, der alle folgenden Landnahmen Irlands ebenfalls miterlebt.
Der Name Bith wird vom altirischen und mittelgälischen Wort bi, bith „sei“ abgeleitet.